# Dogma
Dogma (pl. dogmata; řec. δόγμα dogma názor, učení; δοκεῖν dokein ukazovat se správným) je výslovné tvrzení čili teze, o němž se v dané oblasti nebo v určitém společenství příliš nepochybuje. V křesťanství se tak označují články víry, které církev uznává jako zjevenou pravdu.
V širším smyslu znamená dogma jakékoli tvrzení, o němž nelze snadno pochybovat (např. v právu). Protože zákazu diskutovat, pochybovat a zejména kritizovat důležité ideje nebo rozhodnutí zneužívají různé politické, společenské nebo i církevní a vědecké autority, má slovo dogma často pejorativní význam.
Podobně i odvozená slova dogmatik, dogmatismus a dogmatický znamenají v běžné řeči často strnulý, konzervativní, autoritativní nebo dokonce pokrytecký (přetvařující se čili licoměrný).

## Buddhismus
V buddhismu neexistuje univerzální a povinné dogma, což se stalo jedním z hlavních důvodů integrace místních náboženství do buddhismu. Buddha zdůraznil: „Nechť ani jeden z vás nevystoupí stejnou cestou“ a své učení nepovažoval za pravdu, nýbrž pouze za prostředek k jejímu získání. Srovnával své učení s vorem, který se používá k překročení řeky, ale po překročení by měl být vyřazen. Pravdu nelze vyjádřit prostřednictvím kdysi formovaných univerzálních dogmat, a to ani proto, že Buddhovo učení nemůže být stejné pro všechny lidi. Doktrína je považována za „určenou pro konkrétní osobu za zvláštních okolností“. Buddha také zdůraznil, že jeho učení je nutné přijímat pouze ověřením na základě své vlastní zkušenosti: „Nepřijímejte moje učení jednoduše z víry nebo z úcty ke mně. Stejně jako obchodník kontroluje zlato, které kupuje - zahřívá je, taví, škrábe je - aby byl přesvědčen o jeho pravosti, jen zkontroluj moje učení a teprve poté, co budeš přesvědčen o své pravdě, přijmi to!

## Dogma v křesťanství
Na rozdíl od mnoha jiných, zejména starších náboženství, vázaných na příslušnost k určitému rodu nebo kmeni, případně k určité obci, křesťanství se od počátku chápe jako náboženství univerzální. Křesťanství má být hlásáno „všem národům“, a každý člověk se může stát křesťanem. Příslušnost ke křesťanství se proto vyjadřuje přijetím Vyznání víry čili soustavy tvrzení, která církev na základě Božího zjevení vyžaduje.
V teologickém smyslu je dogma výpovědí o víře, kterou církev považuje za natolik důležitou, že ten, kdo ji popírá, nemůže být křesťanem či v plném společenství s církví. Dogma vymezuje, dává hranice, kam až křesťan může ve své víře jít.

### Raná podoba dogmatu
Rané podoby dogmatu lze nalézt již v Novém zákoně. Těmito prvotními vyznáními víry, dogmaty, jsou tedy například tvrzení: „Ježíš je Pán“, „Bůh vzkřísil Ježíše z mrtvých“, „Ježíš přišel v těle“.

### Historická proměna pojmu
Od dob apoštolských Otců bylo slovo dogma používáno též o učení Ježíše Krista a apoštolů. Jako terminus technicus se ovšem v katolické církvi uchytilo až v 19. století. Velmi důležitým ukotvením významu se stala definice Vincence z Lerina († 450), který označuje dogma jako „to, co všude, co vždy, a co ode všech bylo věřeno“. Za dogmata vyhlásil císař Justinián I. († 565) též usnesení prvních koncilů coby říšský zákon. Tridentský koncil pojmu dogma neužívá v technickém smyslu, a v jeho dokumentech může dogma označovat jak učení víry, tak omyl (falsum).

### Dogma v katolické církvi
V teologické terminologii, užívané od 19. století po současnost, označuje dogma výrok, jenž církev prohlásila za zjevený Bohem tak, že jeho popírání je herezí. Dogma tedy je výslovně a definitivně vyhlášeno za zjevenou pravdu víry, a to mimořádným výrokem magisteria, tedy koncilní či papežskou definicí. Takto vyjádřené dogma katolická církev považuje za nerevidovatelné, neboť odvolání takto vyhlášeného dogmatu by, byť v jednotlivém dogmatu, popíralo sebepochopení církve coby nadané charismatem neomylnosti ve věcech víry.
Všechna dogmata, pokud se týkají Boha, jsou ovšem formulována a chápána jen analogicky (každá podobnost mezi Bohem a stvořením je zároveň jejich ještě větší nepodobností), a jako společensky a kulturně podmíněná.

#### Rozdělení dogmat
Dogmata lze rozdělit podle jejich závažnosti či vztahu k ústředním otázkám víry na:
- obecné, základní pravdy křesťanství (fundamentální články víry),
- speciální dogmata (ostatní).

Rozlišujícím kritériem je otázka, zda dané dogma musí být nezbytně a explicitně vždy a všude součástí víry člověka tak, aby mohl dosáhnout spásy. Druhý vatikánský koncil klade dogmata do vzájemného vztahu, když učí, že existuje hierarchie pravd či jejich řád vzhledem k různé spojitosti se základem křesťanské víry.

#### Vyhlašování dogmatu
Dogma se vyhlašuje slavnostním způsobem, a to jedním z těchto způsobů:
1. na koncilech, tj. shromážděních katolických biskupů z celého světa (např. Nicejské vyznání víry, Nicejsko-konstantinopolské vyznání, chalkedonská formule). Tato dogmatická vyjádření koncilů jsou často vymezena negativně pomocí anathématu, tedy ve formě: „Kdo tvrdí, že ... budiž vyloučen (ze společenství církve).“.
2. vyhlášením římským biskupem, tj. papežem, který se o otázce radí s ostatními biskupy. Tohoto způsobu, tzv. Ex cathedra, bylo v dějinách církve použito pouze dvakrát, v případě dogmatu o neposkvrněném početí (1854) a nanebevzetí Panny Marie (1950).